# Wola Więcławska
Wola Więcławska – wieś w Polsce położona w województwie małopolskim, w powiecie krakowskim, w gminie Michałowice.
| SIMC    | Nazwa      | Rodzaj    |
| ------- | ---------- | --------- |
| 0326380 | Dwór       | część wsi |
| 0326405 | Firlejów   | część wsi |
| 0326397 | Stara Wieś | część wsi |

W latach 1975–1998 miejscowość administracyjnie należała do województwa krakowskiego.
Miejscowość znajduje się na odnowionej trasie Małopolskiej Drogi św. Jakuba z Sandomierza do Tyńca, która to jest odzwierciedleniem dawnej średniowiecznej drogi do Santiago de Compostela.

## Historia
Pierwszym znanym właścicielem wsi był Jan Staszkowski. W następnych latach Wieś należała do m.in. do Sykstusa Sukomirskiego i Jana Sapiehy herbu Lis.
W XVII w. wieś składała się z dwóch części: mniejszej należącej do jezuitów i większej, której właścicielem był Marcin Wybranowski. Różna była również przynależność parafialna. Folwark Firlejów należał do parafii p.w. św. Wawrzyńca w Goszczy, a pozostała część do parafii p.w. św. Jakuba Apostoła w Więcławicach. W 1787 roku całą wieś zamieszkiwało 130 mieszkańców. Znajdowały się tam dwa dwory (jeden przy folwarku w Firlejowie), karczma, i kuźnia.
W roku 2020 ulicom w Woli Więcławskiej nadano nazwy: ul. Błękitna, ul. Bracka, ul. Cienista, ul. Głęboka, ul. Gołębia, ul. Krakowska, ul. Kwiatów Polnych, ul. Leśna, ul. Pod Lasem, ul. Podworska, ul. Polonijna (siedziba Centrum Macierz Polonii), ul. Spacerowa, ul. Wiejska, ul. Wolska (siedziba OSP w Woli Więcławskiej).